# The Secret World
The Secret World är ett MMORPG utvecklat av Funcom till Microsoft Windows. Spelet baserar sig på myter, urbana legender och populärkultur. Ragnar Tørnquist, som står bakom Den längsta resan och Dreamfall är creative director för spelet.

## Gameplay
Spelet är fritt från nivå-baserad utveckling (levels) och klasser. Spelet kretsar istället kring förmågor (skills) där alla karaktärer kan ha alla förmågor. 16 förmågor kan aktiveras på samma gång, åtta direkta handlingar och åtta passiva buffar. Det finns en stor valfrihet av vapen som sträcker sig från svärd till kulsprutepistoler. Spelarna kan vara med i en av tre rivaliserande hemliga sällskap: Templars, Dragon och Illuminati. 
Spelet utspelar sig i nutid men alla myter, konspirationsteorier och legender är sanna. Man besöker existerande platser som London, New York och Seoul men även mytiska platser som Agartha, Eldorado och Helvetet. Man möter olika platsspecifika monster, bland annat mumier och djinner i Egypten och vampyrer i London.

## Marknadsföring
The Secret World marknadsfördes till stor del via ett Alternate reality game där det första materialet, en bild med en dikt, ett tempelriddarsigill och meningar på olika språk, dök upp 2007. När gåtan löstes ledde svaret till en serie av webbplatser som till slut ledde till ett forum som presenterade spelet. Marknadsföringen fortsattes under senare år genom gåtor och mysterier via Twitter, bloggar, youtube-videor och webbsidor. Det släpptes även en rad trailers till spelet. 